# Kiss (album)
A KISS amerikai hard rock zenekar bemutatkozó albuma 1974. február 18-án jelent meg. Az albumon található dalok még ma is megállják a helyüket a legendás zenekar koncertjein. Legismertebb dalai többek között a "Strutter", a "Nothin' To Lose", a "Deuce", a "100,000 Years", vagy éppen a "Black Diamond". A zenekar bemutatkozó kislemeze a "Nothin' To Lose" volt.
A fő dalszerzők Gene Simmons, és Paul Stanley voltak. Az egyik legnagyobb sláger, a "Cold Gin" viszont Ace Frehley gitáros szerzeménye, míg Peter Criss dobos a "Love Theme From KISS" instrumentális felvétel írásában volt csak érdekelt mint szerző. Ugyanígy a két főbb énekes is Gene és Paul voltak. Ace nem énekelt az albumon, Peter pedig a "Black Diamond" című dalban hallatta hangját. Peter ezen kívül a "Nothin' To Lose"-ban és a "Kissin Time"-ban is közreműködött társénekesként.
Az albumból 1977-re már 500 000 példány fogyott. 1997-ben pedig újra kiadták. Az album borítóját, pedig a The Beatles 1963-as, With The Beatles albumáról mintázták.
A listákon az USA-ban 87., Japán-ban 84., Új-Zélandon pedig 38. helyezésig jutott. Az Egyesült Államokban 500 000, Kanadában pedig 50 000 példány került értékesítésre.

## Tartalma
1. "Strutter" (Stanley/Simmons) 3:12
  - ének – Paul Stanley
2. "Nothin' To Lose" (Simmons) 3:29
  - ének – Gene Simmons és Peter Criss
3. "Firehouse" (Stanley) 3:19
  - ének – Paul Stanley
4. "Cold Gin" (Frehley) 4:23
  - ének – Gene Simmons
5. "Let Me Know" (Stanley) 3:01
  - ének – Simmons/Stanley
6. "Kissin' Time" (Mann/Lowe) 3:54
  - ének – Simmons/Stanley/Criss
7. "Deuce" (Simmons) 3:08
  - ének – Gene Simmons
8. "Love Theme From KISS" (Frehley/Stanley/Simmons/Criss) 2:26
  - instrumentális
9. "100,000 Years" (Stanley/Simmons) 3:25
  - ének – Paul Stanley
10. "Black Diamond" (Stanley) 5:14
  - ének – Peter Criss (intro Paul Stanley)

## Közreműködők
- Paul Stanley – ének, ritmusgitár
- Gene Simmons – ének, basszusgitár
- Ace Frehley – gitár
- Peter Criss – dobok, ütőhangszerek, ének

## Fordítás
Ez a szócikk részben vagy egészben  a   Kiss (album) című angol Wikipédia-szócikk fordításán alapul.  Az eredeti cikk szerkesztőit annak laptörténete sorolja fel. Ez a jelzés csupán a megfogalmazás eredetét és a szerzői jogokat jelzi, nem szolgál a cikkben szereplő információk forrásmegjelöléseként.